# Compétence territoriale
La compétence territoriale (latin : ratione loci) détermine la juridiction devant être saisie d'une affaire en fonction de critères de localisation géographique (en règle générale, lieu du domicile du défendeur, ou lieu d'exécution de la prestation de service).

## En droit français
Pour une présentation détaillée de la compétence territoriale en droit français, voir Compétence des juridictions françaises.

## En droit québécois
En droit québécois, pour déterminer si les tribunaux québécois sont compétents pour entendre un litige, il faut d'abord se demander si le litige comporte ou non un élément d'extranéité, au sens où l'entendent les arrêts Dell Computer Corp. de la Cour suprême du Canada. Un élément d'extranéité signifie qu'un aspect du litige a un quelconque rapport avec une juridiction étrangère.

## En droit suisse
Pour une présentation détaillée de la compétence territoriale en droit pénal suisse et en droit international, voir l'ouvrage de Andrés Payer.